# Igreja do Salvador de Freixo de Baixo
A Igreja do Salvador de Freixo de Baixo é uma igreja integrada num mosteiro românico situado em Freixo de Baixo, no município de Amarante em Portugal. A existência de um mosteiro em Freixo de Baixo, associado aos Cónegos de Santo Agostinho, está documentada desde os finais do século XI. O edifício atual data do século XIII. No final da Idade Média foram acrescentadas pinturas murais nas paredes interiores. No entanto, a comunidade monástica entrou em declínio progressivo ao longo da Idade Moderna. Depois de 1834 o mosteiro acabou por ser abandonado e só um século depois se procedeu ao restauro. Em 1935 foi classificada como monumento nacional e está integrado na Rota do Românico.